# 宣惠河
宣惠河，是中华人民共和国河北省沧州市东南部地区主要的季节性排沥河道，最初开挖于清乾隆五年（1740年），为宣示清廷治水利国利民，取名“宣惠河”。今宣惠河起于吴桥县桑园镇王指挥村东南的王庄枢纽，向北偏东流经吴桥县西北部和东光县西部，于于桥乡转东流，经南皮县南部、孟村回族自治县南部、盐山县北部、海兴县南部等地区，于海兴县小山乡常庄子村东北注入渤海。河长155千米，汇流面积3031平方千米，年最大入海量5340万立方米（1996年）。